# With Our Wallets Full
Albums de Cold War Kids
Mulberry Street
(2005) Up in Rags
(2006)
With Our Wallets Full est le deuxième EP du groupe Cold War Kids, sorti en 2006 sur le label Monarchy Music. Le nom de cet EP est tiré des paroles de la première chanson Hair Down ("Man, we were still just babies / Dressing up in rags with our wallets full.").

## Liste des titres
1. Hair Down - 3:41
2. Red Wine, Success! - 2:39
3. Tell Me In The Morning - 3:38
4. Expensive Tastes - 5:02
5. Rubidoux - 4:14
6. Sermons vs The Gospel (demo) - 3:41